# Angelo Bargoni
Angelo Bargoni (Crémone, 26 mai 1829 - Rome, 25 juin 1901) est un homme politique italien.

## Biographie
Il a été député du royaume d'Italie durant les VIIIe, IXe, Xe et XIe législatures. Il a également été sénateur de la VIIIe législature du royaume d'Italie et ministre de l'instruction publique durant le gouvernement Menabrea III et ministre du trésor public sous le gouvernement Depretis II.